# Una stella sul parco di monte Morris
Una stella sul parco di monte Morris (titolo originale Mercy of a Rude Stream, A Star Shines Over Mt. Morris Park) è un romanzo autobiografico del 1989 dello scrittore statunitense Henry Roth ed è il primo della serie di quattro libri intitolata Alla mercé di una brutale corrente. Una seconda edizione rivista del romanzo è stata pubblicata da Henry Roth nel 1994.

## Trama
New York, estate 1914. Il piccolo Ira Stigman, unico figlio di una coppia di immigrati ebrei della Galizia austro-ungarica, è colpito da due grandi eventi, per lui da quel momento in poi indissolubili: l'arrivo in città dei nonni materni Zaida e Baba - con i quattro zii Ella, Sadie, Max e Harry - e lo scoppio in Europa della grande guerra.

## Personaggi

### La famiglia di Ira
- Ira Stigman
- Chaim (Herman) Stigman, padre di Ira
- Leah, madre di Ira

### La famiglia del padre Chaim
- Saul Schaffer, padre di Chaim, rimasto in Galizia, morto subito dopo lo scoppio della guerra
- Katche, sorella di Chaim
- Schnapper, marito di Katche
- Gabe, fratello di Chaim, immigrato a Saint Louis
- Jacob, fratello di Chaim, immigrato a Chicago
- Louis (zio Louie), figlio di Katche

### La famiglia della madre Leah
- Zaida (Ben Zion Farb), padre di Leah
- Baba, madre di Leah
- Mamie, sorella di Leah, immigrata a New York
- Sadie, sorella di Leah, immigrata a New York
- Moishe, detto Moe, fratello di Leah, immigrato a New York
- Harry, fratello di Leah, immigrato a New York

## Edizioni
- Henry Roth, Alla mercé di una brutale corrente, traduzione di Mario Materassi, Garzanti, 1990.
- Henry Roth, Una stella sul parco di monte Morris. Alla mercé di una brutale corrente I, traduzione di Mario Materassi e Stefano Tani, Garzanti, 1995,  p. 327, ISBN 978-88-11-66849-7.